# Charles Behrens

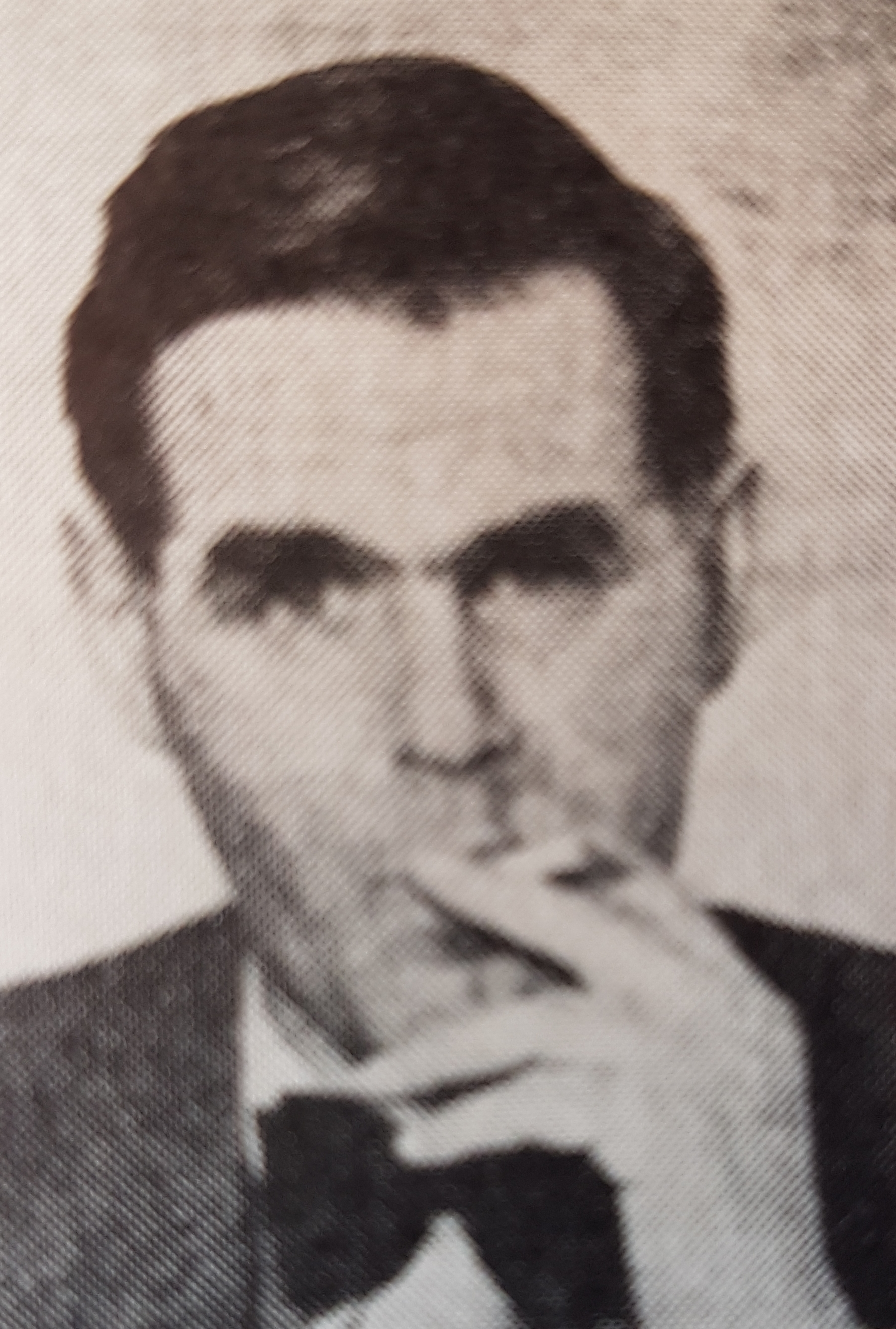
Charles Behrens

Charles Glaude Behrens (Zutphen, 1907-1965) was een Nederlandse journalist, vertaler, schrijver, boekbandontwerper, illustrator, en graficus. 
Hij was de zoon van Anna Maria Kamerling (1882-1944) en Herman Willem Arie Behrens (1880-1951). Zijn vader had een apotheek aan de Houtmarkt in Zutphen. Na de lagere school bezocht Charles Behrens de HBS in Zutphen. Na het behalen van zijn HBS-diploma in 1925, ging hij in Wageningen landbouwwetenschappen studeren. Later maakte hij een tocht per sleepboot van Rotterdam naar Hamburg. Hij maakte ook een rondreis in Nederlandsch-Indië. Landbouwwetenschappen was niet zijn beste keus maar de journalistiek en het grafische vak trok hem wel. 
In 1928 werd Charles Behrens verslaggever bij het Haarlems Dagblad en vanaf 1929 werd hij correspondent van de Nieuwe Rotterdamsche Courant en voor andere kranten met Stockholm als standplaats. Door de Tweede Wereldoorlog verloor hij die baan. Hij ging zich omscholen tot  grafisch vormgever en boekverzorger hetgeen zijn beroep zou worden. 
Daar hij Zweeds had geleerd ging hij ook boeken uit die taal vertalen. Van de Finse schrijfster Sally Salminen vertaalde hij de romans Katrina, Op zand gebouwd en De lange lente. Hij werkte ook mee aan vier boeken van de serie Zwerftochten door ons land. Ook al woonde en werkte hij in Stockholm, zijn liefde voor Nederland en vooral Zutphen bleef hij houden. Hij maakte gelegenheidsgrafiek en ontwierp exlibris. Hij had de grafische verzorging van het boek Geteisterd Volk van de schrijver Cor Bouchette, een uitgave van Van Holkema en Warendorf. 
In 2010 was in het Stedelijk Museum Zutphen de expositie Schep uw gheluck uyt pers en druck – Charles Behrens 1907-1965 te zien.